# Sphaeromeria cana
Sphaeromeria cana  este o specie de plante cu flori din familia Asteraceae. Este originară din vestul Statelor Unite, unde este cunoscut din estul Californiei și Sierra Nevada până în Munții Steens din Oregon. Planta crește în habitat uscat, munte stâncos, cum ar fi crăpături și crevase. Este un sub-arbust aromatic cu numeroase ramuri de creștere de până la 30 la 60 de centimetri înălțime. Este de culoare gri-verde și acoperită cu fibre lânoase. Frunzele sunt liniare sau în formă de lance, cele mai mici împărțite în lobii.